# مالس
مالس، (بالإنجليزية: Mals)‏، نطق (الألمانية:mals)، (الإيطالية: Malles Venosta ؛ lemallez veˈnɔsta)، هي (بلدية) في جنوب تيرول، في شمال إيطاليا، وتقع على بعد حوالي 70 كيلومترًا (43 ميلًا) شمال غرب بولزانو، على الحدود مع سويسرا، والنمسا.

## المناخ
يظهر الجدول التالي التغييرات المناخية على مدار السنة لمالس:
| البيانات المناخية لـمالس          | البيانات المناخية لـمالس | البيانات المناخية لـمالس | البيانات المناخية لـمالس | البيانات المناخية لـمالس | البيانات المناخية لـمالس | البيانات المناخية لـمالس | البيانات المناخية لـمالس | البيانات المناخية لـمالس | البيانات المناخية لـمالس | البيانات المناخية لـمالس | البيانات المناخية لـمالس | البيانات المناخية لـمالس | البيانات المناخية لـمالس |
| الشهر                             | يناير                    | فبراير                   | مارس                     | أبريل                    | مايو                     | يونيو                    | يوليو                    | أغسطس                    | سبتمبر                   | أكتوبر                   | نوفمبر                   | ديسمبر                   | المعدل السنوي            |
| --------------------------------- | ------------------------ | ------------------------ | ------------------------ | ------------------------ | ------------------------ | ------------------------ | ------------------------ | ------------------------ | ------------------------ | ------------------------ | ------------------------ | ------------------------ | ------------------------ |
| الدرجة القصوى °م (°ف)             | 3 (37)                   | 3 (37)                   | 7 (45)                   | 13 (55)                  | 19 (66)                  | 22 (72)                  | 24 (75)                  | 24 (75)                  | 20 (68)                  | 17 (63)                  | 12 (54)                  | 4 (39)                   | 24 (75)                  |
| الحد الأقصى المتوسط °م (°ف)       | 0.8 (33.4)               | 1.2 (34.2)               | 3.0 (37.4)               | 7.6 (45.7)               | 14.6 (58.3)              | 20.4 (68.7)              | 21.2 (70.2)              | 21.8 (71.2)              | 16.9 (62.4)              | 12.6 (54.7)              | 5.9 (42.6)               | 1.9 (35.4)               | 22.6 (72.7)              |
| متوسط درجة الحرارة الكبرى °م (°ف) | −4.0 (24.8)              | −3.9 (25.0)              | −0.6 (30.9)              | 2.6 (36.7)               | 7.3 (45.1)               | 12.9 (55.2)              | 16.0 (60.8)              | 15.9 (60.6)              | 11.7 (53.1)              | 6.2 (43.2)               | 0.4 (32.7)               | −3.3 (26.1)              | 5.1 (41.2)               |
| المتوسط اليومي °م (°ف)            | −8.7 (16.3)              | −8.8 (16.2)              | −5.4 (22.3)              | −1.8 (28.8)              | 2.8 (37.0)               | 7.9 (46.2)               | 10.5 (50.9)              | 10.5 (50.9)              | 6.8 (44.2)               | 2.0 (35.6)               | −3.2 (26.2)              | −7.3 (18.9)              | 0.4 (32.7)               |
| متوسط درجة الحرارة الصغرى °م (°ف) | −13.3 (8.1)              | −13.7 (7.3)              | −10.2 (13.6)             | −6.1 (21.0)              | −1.8 (28.8)              | 2.8 (37.0)               | 4.9 (40.8)               | 5.1 (41.2)               | 1.9 (35.4)               | −2.3 (27.9)              | −6.7 (19.9)              | −11.2 (11.8)             | −4.2 (24.4)              |
| الحد الأدنى المتوسط °م (°ف)       | −24.4 (−11.9)            | −25.3 (−13.5)            | −20.6 (−5.1)             | −15.8 (3.6)              | −10.1 (13.8)             | −4.1 (24.6)              | 0.0 (32.0)               | 0.0 (32.0)               | −2.8 (27.0)              | −12.0 (10.4)             | −17.1 (1.2)              | −20.9 (−5.6)             | −27.5 (−17.5)            |
| أدنى درجة حرارة °م (°ف)           | −32.0 (−25.6)            | −29.0 (−20.2)            | −27.0 (−16.6)            | −22.0 (−7.6)             | −18.0 (−0.4)             | −11.0 (12.2)             | −1.0 (30.2)              | −2.0 (28.4)              | −6.0 (21.2)              | −18.0 (−0.4)             | −34 (−29)                | −26 (−15)                | −34 (−29)                |
| معدل هطول الأمطار مم (إنش)        | 16.37 (0.64)             | 18.50 (0.73)             | 18.43 (0.73)             | 25.90 (1.02)             | 30.85 (1.21)             | 32.41 (1.28)             | 29.00 (1.14)             | 32.83 (1.29)             | 35.02 (1.38)             | 53.43 (2.10)             | 31.29 (1.23)             | 21.66 (0.85)             | 345.67 (13.61)           |
| متوسط تساقط الثلوج سم (إنش)       | 13.5 (5.3)               | 15.5 (6.1)               | 14.5 (5.7)               | 20.1 (7.9)               | 19.8 (7.8)               | 8.3 (3.3)                | 1.3 (0.5)                | 3.2 (1.3)                | 14.0 (5.5)               | 31.2 (12.3)              | 23.4 (9.2)               | 16.4 (6.5)               | 181.3 (71.4)             |
| متوسط الرطوبة النسبية (%)         | 90.9                     | 92.7                     | 92.6                     | 92.4                     | 89.6                     | 81.7                     | 77.8                     | 79.8                     | 81.2                     | 83.4                     | 89.0                     | 85.9                     | 86.4                     |
| المصدر: World Weather Online      |                          |                          |                          |                          |                          |                          |                          |                          |                          |                          |                          |                          |                          |

## السكان
في سنة 1871 بلغ عدد السكان  نسمة، وتطور العدد ليصل في سنة 2011 لـ 5٬086 نسمة.
يظهر هذا المخطط البياني تطور النمو السكاني لـ مالس

## معرض صور

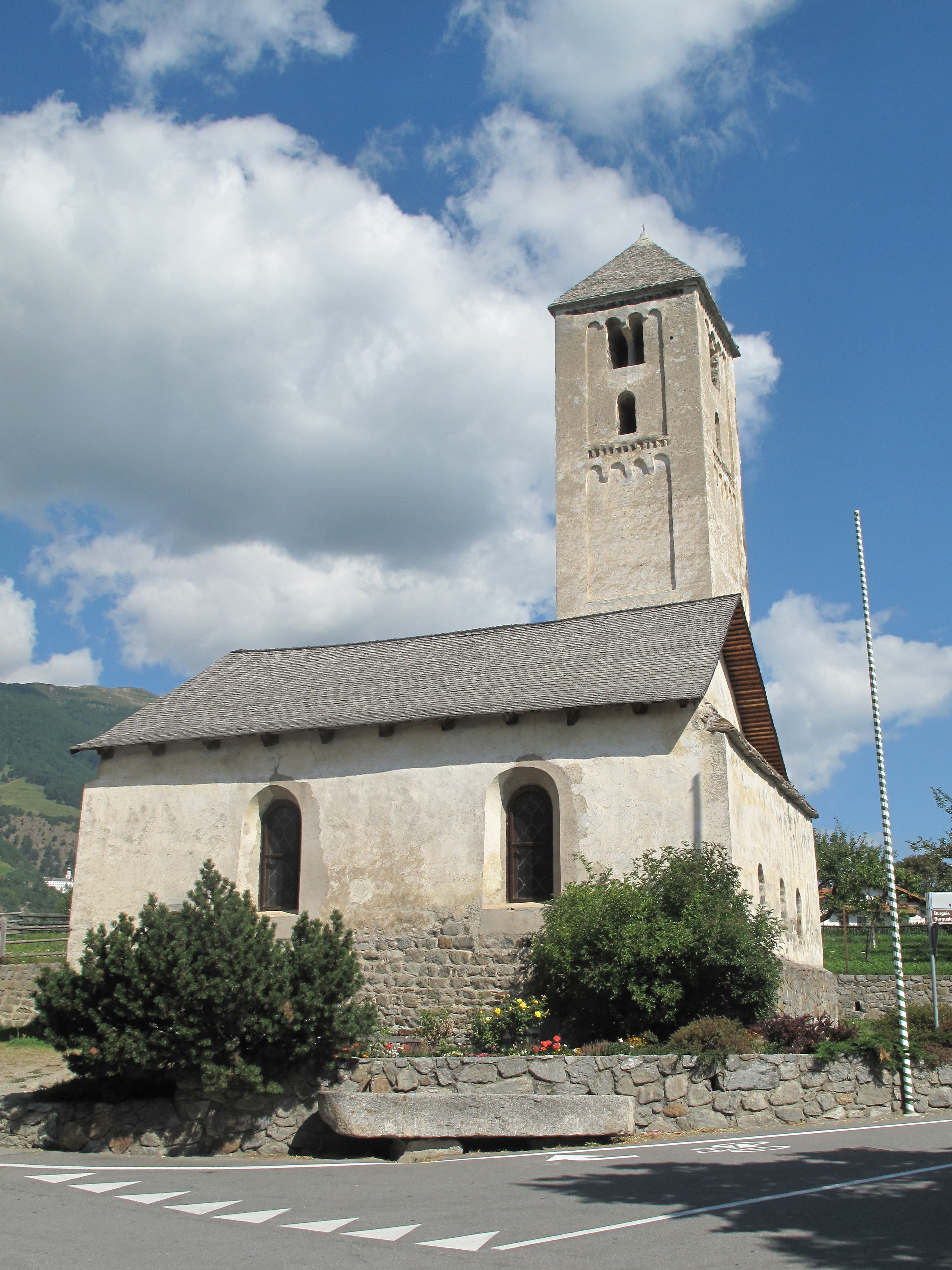
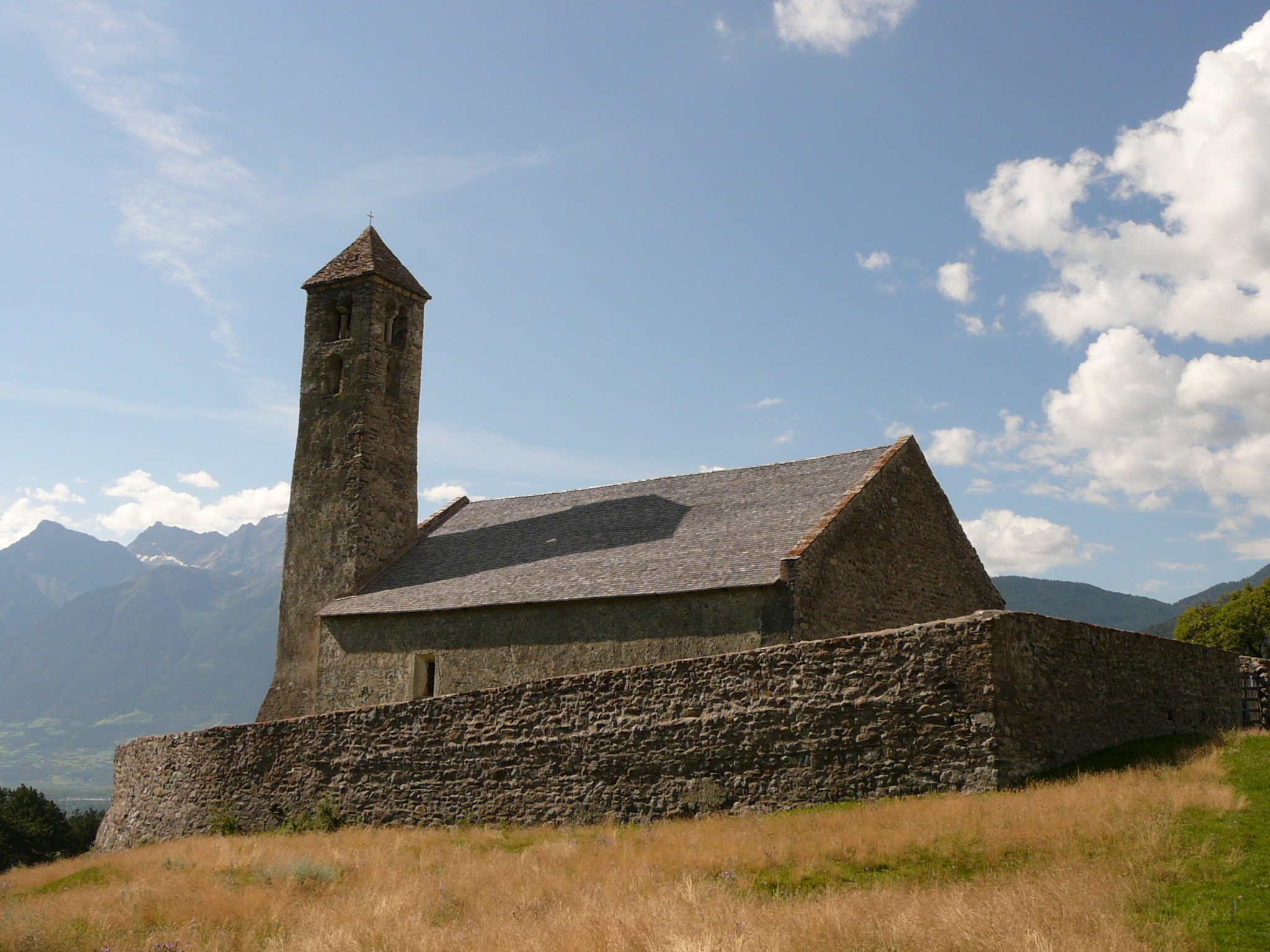
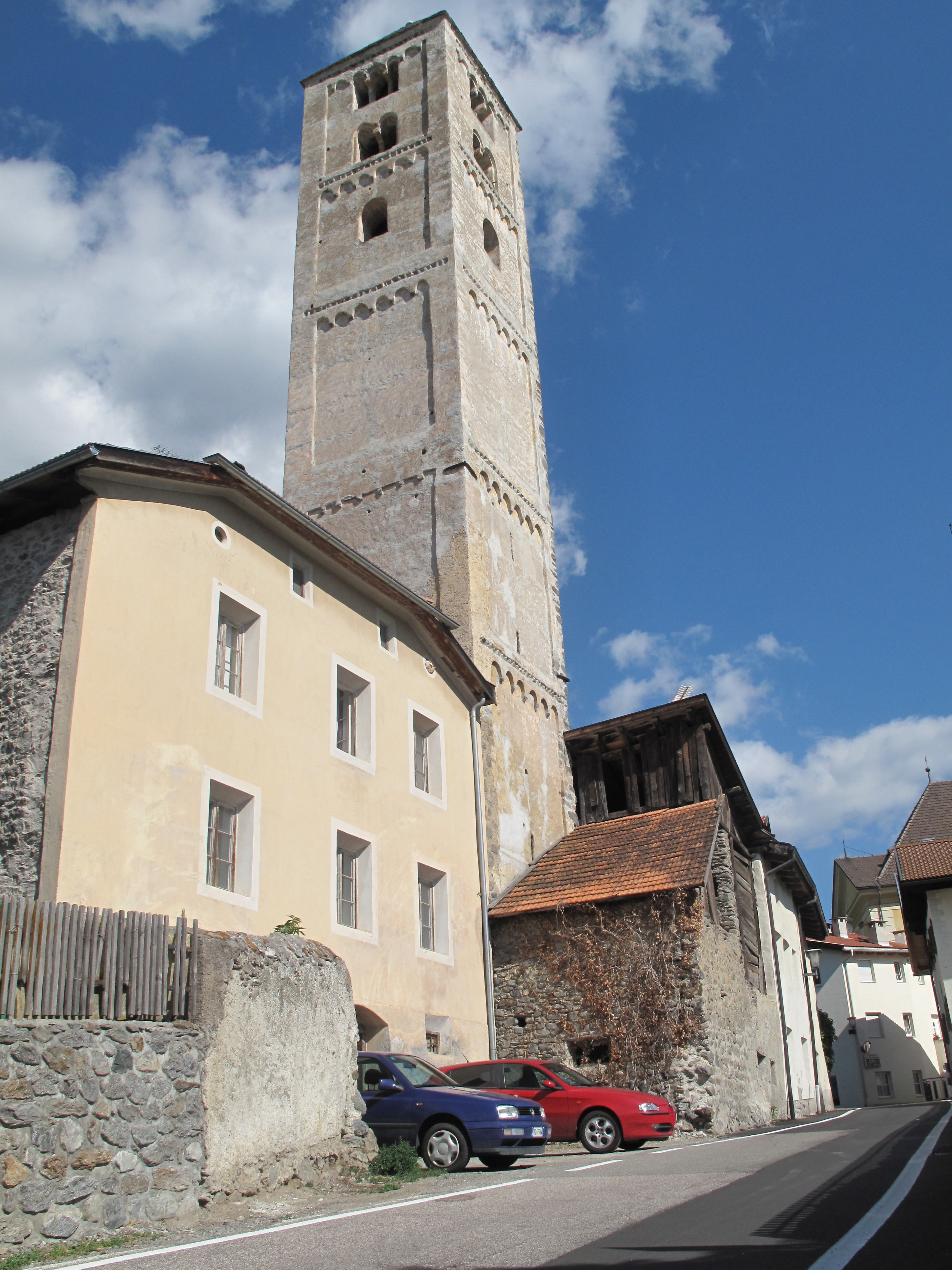
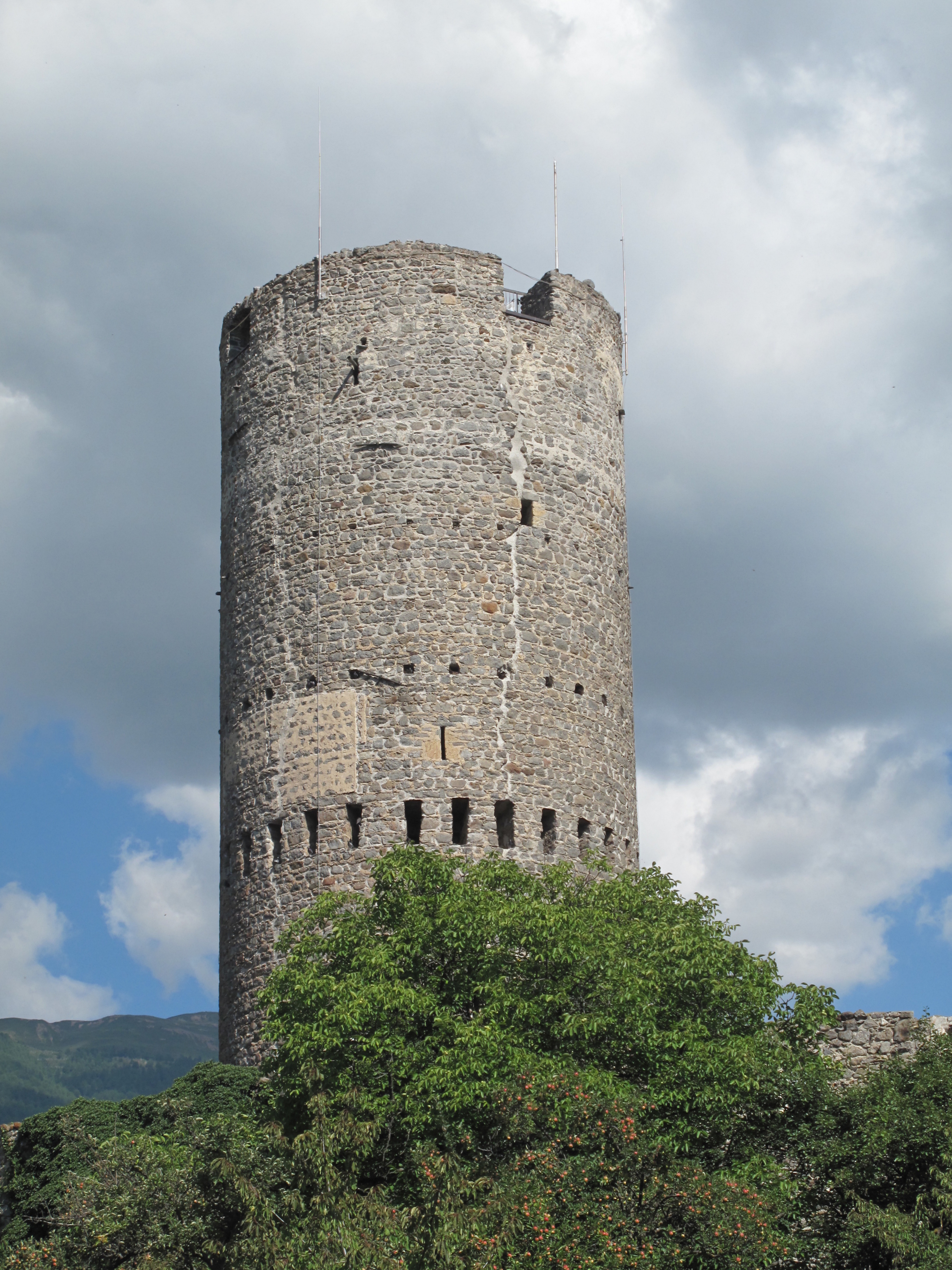